# Kyselina helvellová
Kyselina helvellová (též psáno helvelová) neboli chřapáčová či ucháčová je organická látka objevená roku 1885 jakožto původce otrav některými houbami z řádu kustřebkotvarých (Pezizales). V druhé polovině 20. století bylo zjištěno, že kyselina helvellová ve skutečnosti neexistuje a jde jen o směs neúčinných látek.[který?][zdroj⁠?!] Roku 1966 se podařilo z houby ucháče obecného izolovat jed gyromitrin, který je v současnosti považovaný za jednoho z možných původců otrav.

## Historie a vlastnosti
Kyselinu helvellovou objevili roku 1885 R. Böhm a R. E. Külz. Popsána byla jako olejovitá látka o sumárním vzorci C12H20O7, která je prchavá, rozpustná v alkoholu, éteru i vodě (obzvlášť vroucí).

## Obsah v houbách
Účinkem kyseliny helvellové na konci 19. a během prvních 2/3 20. století vysvětlovány otravy chřapáči, respektive ucháči, které mezi chřapáče byly v 19. století řazeny. Názory na obsah kyseliny helvellové v jednotlivých druzích (a tedy i související jedovatost) se velmi různily.
Podle Boströma došlo na otravy kyselinou helvellovou i po požití smrže obecného (Morchella escullenta). Naopak Smotlacha (1947) uváděl, že všechny smrže k. helevellovou neobsahují, stejně tak i kačenka česká (Verpa bohemica). Naopak jako podezřelý z obsahu této látky zmiňuje ucháč obecný (Gyromitra esculenta) a pak ucháč podezřelý (Gyromitra suspecta), který pravděpodobně kyselinu obsahuje ve vyšším množství.
Jako prevence před otravou se doporučovalo spaření plodnic vroucí vodou, slití použité vody a následně dostatečná tepelná úprava. Tím bylo zajištěno odstranění nebezpečného množství jedovaté látky. Ačkoli tento postup platí i v souvislosti s gyromitrinem (skutečným jedem ucháčů), nelze ho pokládat za stoprocentní prevenci před otravou - byla popsána řada otrav, jejichž průběh se vymyká otravám gyromitrinem. Předpokládá se, že jsou způsobeny látkami vzniklými rozkladem bílkovin, které jsou obsažené ve starých a kazících se plodnicích.